# Rocamadour

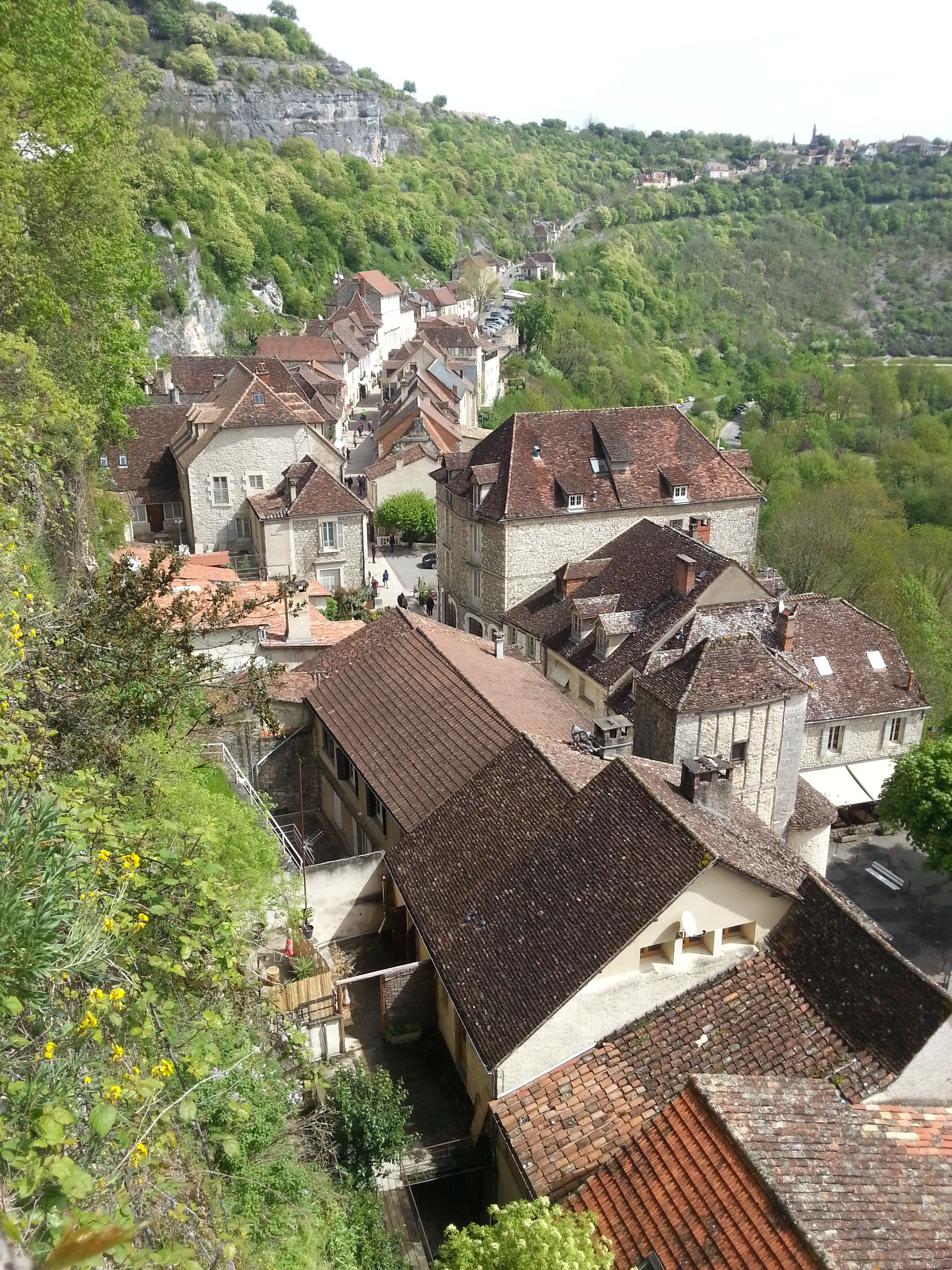
De hoofdstraat van het stadje, die in de bovenste afbeelding onder in beeld is.

Rocamadour of Roc-Amadour is een stad in Frankrijk, in het Centraal Massief, departement Lot. De stad is een goed bezochte bedevaartsplaats. De gemeente telde 604 inwoners op 1 januari 2022.
De stad is gebouwd op een rots midden in de Causse de Gramat, een uitgestrekt kalksteenplateau en onderdeel van de Causses du Quercy. Boven op de rots ligt een burcht. Via een pad met haarspeldbochten (of met een lift) kan men het heiligdom bereiken, een reeks van kapellen met fresco's en een kerk. Via een trap, waarin vele fossielen van mariene herkomst zichtbaar zijn, komt men onderaan de berg. Daar ligt het toeristische stadje met zijn nauwe straatjes.
Rocamadour is lid van Les Plus Beaux Villages de France.

## Geschiedenis
De naam van deze heilige plaats is afgeleid van het Occitaanse 'roc amator'; de rots van Amadour. Deze rots is in de vroege middeleeuwen uitgekozen door Sint-Amadour als woonplaats.
Sint-Amadour leidde een kluizenaarsbestaan en wordt in een legende geïdentificeerd met Zacheüs, een leerling van Jezus. Hij is ook de man van Sinte-Veronica, met wie hij samen vanuit het Heilige Land hiernaartoe vluchtte.
In de 12e eeuw werd het lichaam van Sint-Amadour geheel intact aangetroffen in een tombe in de bergwand. Het lichaam werd in de kapel gelegd waar men vervolgens op zijn wederopstanding wachtte, die echter niet kwam. Later is het lichaam door de protestanten tijdens een van de vele godsdienstoorlogen verbrand.
Naast de tombe van Sint-Amadour is de Zwarte Madonna van Rocamadour een belangrijke reden voor een pelgrimsbezoek. Zelfs gekroonde hoofden kwamen naar Rocamadour op bezoek, onder wie koning Lodewijk de Heilige en Hendrik III van Engeland, die in Rocamadour op wonderbaarlijke wijze genezen zou zijn van een ziekte. Het heiligdom van Rocamadour vormde tegelijk een etappeplaats op de weg van Noord-Europa naar Santiago de Compostella.

## Bezienswaardigheden
Tussen de stad en de burcht in liggen zeven heiligdommen aan de Parvis des Églises, te bereiken via een trap met 223 treden of met een lift.
- Porte du Figuier, poort uit de 13e eeuw
- Grand Escalier, trap met 223 treden
- Porte du Fort, geeft toegang tot de Enceinte sacrée, het heilige binnen de muren
- Parvis des Églises, met de zeven heiligdommen, onder andere:
  - Basiliek de Chapelle Notre-Dame, wonderkapel
  - drie kapellen: St. Jean-Baptiste, St. Blaise en Ste. Anne
- Basilique St-Sauveur
- Église St-Amadour
- Chapelle Notre-Dame, met de Zwarte Maagd
- Chapelle St-Michel
- Buitenmuur
- Musée d'Art sacré Francis-Poulenc, gewijd aan de componist Francis Poulenc, die tijdens zijn bezoek aan Rocamadour in 1936 Litanies à la Vierge noire de Rocamadour componeerde. Het museum heeft een schatkamer.

Rocamadour is ook bekend om zijn geitenkaas (Rocamadour AOC, ook cabécous geheten) en de ganzenleverpaté die in de omgeving wordt gemaakt.
In de stad ligt verder nog de Grotte des Merveilles, een van de vele grotten in de Dordogne waar prehistorische wandschilderingen zijn aangetroffen.
In het stadje is een zwaard te bezichtigen dat volgens de overlevering Durendal zou zijn, het zwaard van Roeland.

## Geografie
De oppervlakte van Rocamadour bedroeg op 1 januari 2022 49,42 vierkante kilometer; de bevolkingsdichtheid was toen 12,2 inwoners per km².
De onderstaande kaart toont de ligging van Rocamadour met de belangrijkste infrastructuur en aangrenzende gemeenten.

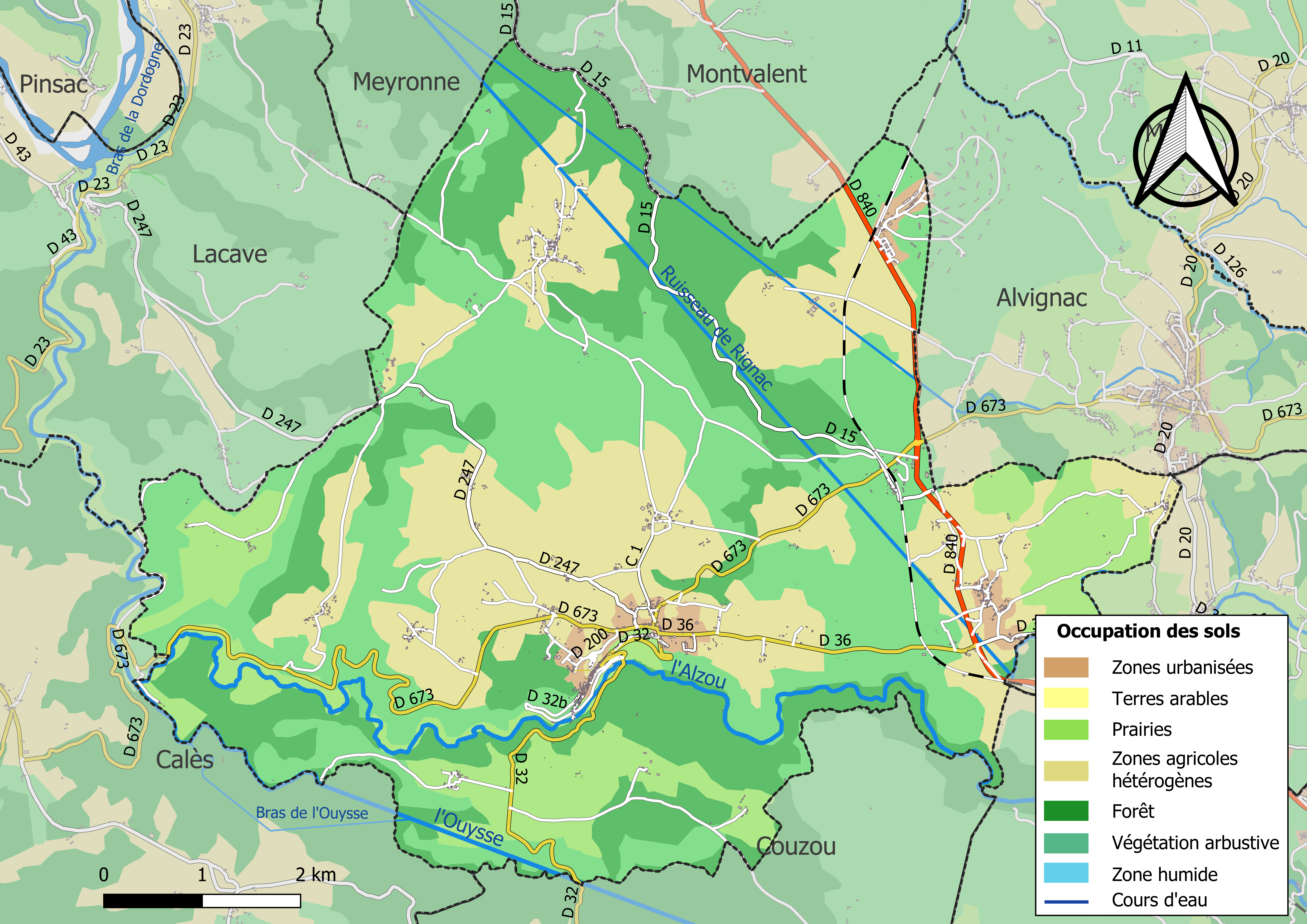

## Verkeer en vervoer
De stad heeft een spoorwegstation, Rocamadour - Padirac. Rocamadour is met de auto bereikbaar vanaf Sarlat-la-Canéda en Souillac via de D673.

## Demografie
Onderstaande figuur toont het verloop van het inwonertal (bron: INSEE-tellingen).

## Sport
Rocamadour was op 23 juli 2022 etappeplaats in de Ronde van Frankrijk. In Rocamadour lag de finish van een tijdrit met start in Lacapelle-Marival. De Belg Wout van Aert won deze etappe.